# 龜井茲矩
龜井茲矩（日语：／ Kamei Korenori，1557年—1612年2月27日），是日本戰國時代的武將。尼子氏家臣，父親是尼子家武將湯永綱，母親為多胡辰敬之女，幼名新十郎。因為娶了尼子家的重臣龜井秀綱的次女，所以在龜井秀綱父子陣亡後，繼承龜井氏，改姓龜井。
江戶時代以後，龜井茲矩成為因幡國鹿野藩的第一代藩主。

## 生平
龜井茲矩出生在出雲國八束郡湯之莊（今屬島根縣松江市），舊姓湯氏，是湯永綱的兒子。幼名新十郎，因槍術精湛被稱為槍之新十郎。最早他的名字是湯國綱。
1566年，毛利元就進攻尼子家主城月山富田城，重臣龜井秀綱父子也在此戰中雙雙陣亡。龜井家長女的夫婿也就是知名的山中鹿之介，他收妻妹為養女，然後將她嫁給了湯國綱，使國綱用女婿的名義繼承龜井家，改名為龜井茲矩。
肇於這層因緣，在月山富田城淪陷後，龜井茲矩雖一度流浪到京都，但在1568年左右聽聞山中鹿之介與立原久綱擁立尼子勝久對抗毛利家後，便前往與他們會合。1573年9月脫離了支持尼子氏的大名山名氏，成為私都城城主。
龜井茲矩早年試圖再興尼子氏，但由於毛利氏過於強大而失敗了。而此時織田信長的勢力崛起，窺伺中國地方，為了得到幫助，龜井茲矩決定率尼子氏餘黨臣服於織田信長。而織田信長也希望利用尼子氏的餘黨來對抗毛利氏，因此給予其支持。龜井茲矩遂投入正與毛利家交戰的織田家部將羽柴秀吉帳下，轉戰播磨國。
1578年上月城被毛利家攻陷，尼子氏滅亡。山中鹿之介與尼子勝久相繼死亡後，大難不死的龜井茲矩只好繼續替羽柴秀吉效力。1581年（天正9年），龜井茲矩跟隨羽柴秀吉參加中國攻略，在攻陷吉川經家鎮守的鳥取城的戰役中有功，年僅24歲的龜井茲矩被任命為因幡國鹿野城的城主，連城中的山名氏人質也交由他看管，擁有氣多郡一萬三千石的領地。1582年爆發本能寺之變後羽柴秀吉率軍東歸，派茲矩留守鹿野城，擔任監視毛利家動向，保障秀吉軍後方的任務。此後成為秀吉的家臣，在豐臣政權建立之後負責經營銀山、開拓、建立水路設施等行政事務。
後來豐臣秀吉發起侵略朝鮮的文祿·慶長之役時，龜井茲矩率領水軍參戰，在泗川、唐浦港被李舜臣擊敗，所率船隊全遭勦滅，《明史》中的記載龜井茲矩於該役中戰死，但實際上死的是龜井茲矩部下，茲矩本人在家臣掩護下逃回日本，後來在1595年（文祿4年）負責伯耆國日野銀山的開發。但豐臣秀吉死後轉而與德川家康親近。
1600年（慶長5年）時，關原之戰爆發，龜井茲矩因親近德川家康而加入了東軍，當時原屬於東軍的鳥取城主宮部長熙突然轉易旗幟叛變至西軍，並參與攻佔大津城，龜井茲矩先是勸降了與他同是西軍的竹田城主齋村政廣，後在西軍戰敗後，聯合齋村政廣攻擊鳥取城，逼得宮部長熙開城投降，但攻城時採用的燒討戰數大大擾民，在戰後引起德川家康不快，由於此法是齋村政廣提議，遂由他擔下罪責被要求自盡，而龜井茲矩因功加封因幡國高草郡至三萬八千石，為鹿野藩初祖。
龜井茲矩在經營領地方面頗有手腕，在在氣多郡日光池和高草郡湖山池，進行圍湖造田，增加農地，並在千代川左岸建設專用灌溉的大井，著手桑、楮等樹林育成，政績頗豐，當地居民留有龜井堤、龜井笠、龜井踊等名稱紀念他。而在內政之外，龜井茲矩於1607年（慶長十二年）、1609年（慶長十四年）、1610年（慶長十五年）三度加入江戶幕府的朱印船貿易派遣通商船隻與暹羅往來交易，採用通過貿易得來的明櫓、朝鮮櫓興建城館，還在城下設建供奉山中鹿之介的幸盛寺已示不忘舊恩義。龜井茲矩最後於1610年（慶長十五年）在鹿野城病逝，法名中山道月大居士。
1912年（明治45年）2月26日贈從三位。

## 逸事
- 龜井茲矩有軍事擴張到東亞的野心，在羽柴秀吉中國大返還之際，由於龜井茲矩與毛利氏議和有功，被授予出雲半國代的官位。但龜井希望秀吉恩賞給他外國領土，因此羽柴秀吉授予他琉求守（指日本南方的琉球國）的官位。但由於島津氏對琉球的野心以及豐臣政權的琉球政策，龜井茲矩在九州之役後被改為武藏守。小田原之役後改稱台州守（台州屬明朝浙江省），但豐臣秀吉侵略朝鮮失敗之後又改回武藏守的官位。[1]
- 龜井茲矩擔任鹿野藩藩主期間，試圖模仿西洋式的帆船建造新式的朱印船。1608年確立建造能載重250噸的新型朱印船的計劃，但由於材料不足而放棄了計劃。[2]

## 腳註
1. ↑  參見紙屋敦之所著的「龜井琉球守考」以及田中克行的
2. ↑  石井謙治，收錄於須藤利一《船》